# Acacia triptera
Acacia triptera é uma espécie de leguminosa do gênero Acacia, pertencente à família Fabaceae.